# Merostachys maguireorum
Merostachys maguireorum är en gräsart som beskrevs av Mcclure. Merostachys maguireorum ingår i släktet Merostachys och familjen gräs. Inga underarter finns listade i Catalogue of Life.